# Mas del Lleó
Mas del Lleó es una entidad de población española del municipio de Almacellas, perteneciente a la provincia de Lérida, en la comunidad autónoma de Cataluña. En 2022, la entidad singular de población tenía empadronados 341 habitantes y el núcleo de población, los mismos.